# Anamesia lindsayi
Anamesia lindsayi är en kackerlacksart som beskrevs av Johann Gottlieb Otto Tepper 1893. Anamesia lindsayi ingår i släktet Anamesia och familjen storkackerlackor. Inga underarter finns listade i Catalogue of Life.